# Monsieur Lecoq (roman)
Pour les articles homonymes, voir Monsieur Lecoq.
Monsieur Lecoq est un roman policier écrit par Émile Gaboriau et paru sous forme de feuilleton dans Le Petit Journal du 27 mai 1868 au 3 décembre 1868. Il paraît en deux volumes chez l'éditeur Dentu en 1869. L'inspecteur Lecoq est le héros de ce roman policier qui succède à L'Affaire Lerouge, au Crime d'Orcival, au Dossier n° 113 et aux Esclaves de Paris.

## Principaux personnages
- Le suspect
  - Mai : homme mystérieux et mutique.

- Les enquêteurs
  - Monsieur Lecoq : héros du roman. Il travaille en tant qu'agent de la Sûreté pour la Préfecture de police. Malgré son jeune âge, il réussit à résoudre le mystère du meurtre de La Poivrière aidé du père Tabaret et du père Absinthe.
  - Père Tabaret, dit Tirauclair : enquêteur amateur. Il est le maître de Lecoq à qui il a transmis sa méthode inductive et qui lui a appris à se méfier de la vraisemblance. Il a notamment résolu L'Affaire Lerouge.
  - Gévrol : chef de la Sûreté. En tant que supérieur hiérarchique de Lecoq.
  - Père Absinthe : simple agent de la Sûreté. Malgré son manque d'esprit critique, il se montre fidèle à Lecoq et l'aide dans ses démarches.
  - Maurice d'Escorval : juge d'instruction à l'origine chargé de l'affaire du meurtre de La Poivrière. Fils du baron d'Escorval condamné à mort par le père de Martial de Sairmeuse et mari de Marie-Anne Lacheneur, il prétexte s'être cassé la jambe pour ne pas avoir à juger celui qui est pourtant son ennemi.
  - M. Segmuller : juge d'instruction qui reprend l'enquête laissée par le juge d'Escorval.

- Autres personnages importants
  - Le baron d'Escorval : père de Maurice et fervent défenseur du régime Bonapartiste, le baron est condamné à mort par le duc de Sairmeuse alors qu'il tentait d'éviter le soulèvement organisé par Lacheneur. Il réussira à échapper à la potence grâce à l'entreprise de Chalouineau.
  - Le duc de Sairmeuse (fils), Martial : il est en fait le marginal Mai qui est accusé au début du roman. Fils du duc de Sairmeuse, il s'est épris de Marie-Anne Lacheneur pendant sa jeunesse mais n'a pas pu empêcher sa mort.
  - Duc de Sairmeuse (père) : ancien noble exilé sous l'Empire mais qui revient au village de Sairmeuse en août 1815 et réclame alors à Lacheneur que tous ses biens lui soient rendus.
  - Blanche de Courtoumieu : fiancée puis femme de Martial de Sairmeuse.
  - Marquis de Courtomieu : père de Blanche et ami du duc de Sairmeuse.
  - Lacheneur : bourgeois qui a hérité de la propriété des Sairmeuse à la mort d'une vieille cousine.
  - Marie-Anne Lacheneur : fille de Lacheneur et femme de Maurice.
  - Jean Lacheneur : fils de Lacheneur.
  - Chalouineau : brave paysan épris de Marie-Anne.
  - Abbé Midon : curé du village. Il tente d'éviter le drame du soulèvement avec le baron d'Escorval. Il est un adjuvant essentiel à la famille d'Escorval et à Marie-Anne.
  - La veuve Chupin : tenancière du cabaret de La Poivrière et femme de Chupin.
  - Chupin : vieux maraudeur haï de tout le village.

## Résumé
La première partie du feuilleton est parue dans Le Petit Journal du 27 mai 1868 au 31 juillet puis la seconde partie est publiée dans le quotidien de Moïse Polydore Millaud du 7 août au 3 décembre 1868. Dans son cinquième roman judiciaire, Émile Gaboriau revient sur les premières années de Lecoq en tant qu'agent de la Sûreté. 

### Première partie:Le Meurtre
Tandis que des policiers patrouillent dans Paris, des cris se font entendre dans le cabaret de La Poivrière, un lieu malfamé dirigée par la veuve Chupin. Les protecteurs de l'ordre public découvrent sur le sol de la maisonnée deux cadavres et un homme souffrant tandis que le présumé assassin tente de s'enfuir. Alors que le chef de la Sûreté, Gévrol, réduit le drame à un simple règlement de comptes entre des malfrats, un jeune agent nommé Lecoq découvre différents indices prouvant que le meurtrier serait un homme du grand monde. Soucieux de faire ses preuves face à l'incrédulité de son supérieur, Lecoq obtient de mener l'enquête avec le père Absinthe. Les deux agents suivent alors dans la neige des traces de pas suggérant non seulement la présence d'un complice mais aussi de deux femmes. 
Le lendemain matin, l'affaire est prise en charge par le médecin légiste et par le juge d'instruction M. d'Escorval. Mais peu de temps après avoir visité l'accusé dans sa cellule, ce dernier prétend s'être cassé la jambe et se retire de l'instruction déléguant ainsi sa tâche à son collègue M. Segmuller. Lors de son premier interrogatoire devant le juge et Lecoq, l'accusé dit s'appeler Mai et se présente comme un simple saltimbanque qui a eu recours à la légitime défense au cabaret de La Poivrière. Même s'il ne souhaite pas en dire davantage, Lecoq est persuadé qu'il a affaire à un savant comédien, certes, mais qui cache de nobles origines. 
Le jeune agent subit de nombreuses déconvenues dans son enquête et face à la multiplication des échecs pour découvrir le secret de Mai, il propose de le faire libérer et de le suivre dans les rues de Paris afin de le démasquer. Toujours aidé du fidèle père Absinthe, Lecoq suit discrètement Mai à la trace jusqu'à ce que celui-ci, aidé par un homme aux allures malhonnêtes, enjambe le mur d'une grande propriété. Mais lorsque Lecoq sonne à la demeure du duc de Sairmeuse, les recherches s'avèrent infructueuses et l'agent de Sûreté est bien obligé d'admettre qu'il a perdu les traces de l'accusé. 
Désespéré, Lecoq décide alors de prendre conseil auprès de son maître Tabaret. Le vieil enquêteur qui avait résolu L'Affaire Lerouge lui reproche de ne pas avoir suivi à la lettre sa méthode inductive et de ne pas avoir pris en compte l'axiome qui se doit de guider toute enquête : "Se défier de la vraisemblance". Le fameux Mai se révèle être en réalité le duc de Sairmeuse et, à la lecture de la Biographie générale des hommes du siècle, Lecoq comprend qu'une haine ancienne existe entre sa famille et celle du juge d'Escorval. Il se repent alors de ses erreurs mais se promet de mettre au jour toute l'affaire.

### Seconde partie:L'Honneur du nom
La seconde partie du roman feuilleton opère sans transition un retour dans le passé en août 1815 dans le petit village de Sairmeuse alors proche de la Savoie, à l'époque sous domination italienne. L'analepse permet de découvrir le secret à l'origine des meurtres de La Poivrière. Les villageois sont en émoi à l'annonce du retour du duc de Sairmeuse, exilé sous la Révolution mais qui pourrait demander à récupérer ses terres et ses biens à Lacheneur, un bourgeois qui a acheté la demeure du duc pour en faire la sienne ainsi que celle de sa fille Marie-Anne et de son fils Jean. L'honnête homme, qui a hérité de la fortune nécessaire à l'achat du domaine grâce à la donation d'une vieille cousine du duc à qui il a promis de restituer les biens à son retour, se résigne à rendre tout ce qu'il possède au duc. Face au malheur qui frappe si soudainement, les Lacheneur, Maurice d'Escorval, le fils du baron d'Escorval fervent partisan de l'Empire, demande la main de Marie-Anne dont il est épris depuis plusieurs années. Mais le bourgeois refuse afin de mener à bien l'insurrection des villageois contre le duc et contre tous les nobles qui nient la légalité de la vente des biens nationaux pendant leur exil. Le vieux Lacheneur est aidé par son fils Jean mais aussi par Chalouineau, un vaillant paysan lui aussi amoureux de Marie-Anne. La belle jeune fille a aussi touché la sensibilité du jeune Martial, le fils du duc, qui se promet d'en faire sa maîtresse malgré ses promesses de mariage envers Mademoiselle Blanche, la fille du marquis de Courtomieu. Cette dernière, jalouse de l'amour que porte son fiancé envers Marie-Anne, se promet alors de se venger de sa rivale.
Mais le soulèvement se révèle être un échec. Le duc de Sairmeuse, qui tient sa cour prévôtale à Montaignac, est averti de l'entreprise de Lacheneur par Chupin, un sombre personnage qui lui sert le mouchard. La débâcle du peuple est rapide et alors que Lacheneur a le temps de s'enfuir vers le Piémont, le baron d'Escorval est arrêté, accusé d'avoir comploté contre le duc. Durant un procès inique présidé par le duc, le baron ainsi que Chalouineau sont condamnés à mort. Mais grâce à l'ingéniosité du jeune paysan qui détient une lettre compromettant Martial, le duc et le marquis de Courtomieu acceptent de fermer les yeux sur l'évasion du baron. Pourtant, au moment de descendre, la corde est rompue et le baron échappe de peu à la mort. Il est aidé par l'abbé Midon, le curé du village, qui lui promet de lui trouver un refuge le temps qu'il guérisse. 
Chalouineau ne peut échapper à l'échafaud mais il lègue tous ses biens à Marie-Anne en gage de son amour. 
Maurice et Marie-Anne prennent alors la fuite pour le Piémont où un prêtre accepte de les marier en secret. Mais la jeune femme tombe gravement malade lorsqu'elle apprend, en lisant le journal, que son père a été lui aussi condamné à mort après avoir été dénoncé par le vil Chupin. Les deux jeunes gens, sous la protection du caporal Bavois, doivent donc rentrer en France. Maurice accuse alors Martial d'avoir trahi son père et le convoque en duel. Le jeune Sairmeuse, outré par la conduite du marquis de Courtomieu, dénonce l'attitude de son beau-père devant toute l'assemblée présente lors de son repas de noces. Il décide alors de vivre séparé de sa femme pour toujours. 
Pendant ce temps, Marie-Anne s'est installée dans la maison de Chalouineau où elle peut cacher sa grossesse. Son fils sera emmené par un médecin dans le Piémont. Mais Blanche de Sairmeuse ne cesse de voir en elle la maîtresse de son mari, et alors que la jeune femme prépare le repas pour le retour de Maurice, elle verse un poison dans sa soupe. Il s'ensuit alors la lente et douloureuse agonie de Marie-Anne qui, ayant aperçu son bourreau, lui pardonne et lui fait promettre de retrouver son enfant et d'en prendre soin. Maurice et Martial apprennent la mort de leur bien-aimée mais aucun des deux ne soupçonne Blanche. À la suite de ce tragique événement, les époux Sairmeuse s'installent à Paris où ils apprennent la mort du duc, probablement tué par Jean Lacheneur qui s'est promis de venger son père et sa sœur. Un jour, un des fils de Chupin frappe à la porte de Blanche pour la faire chanter : il la menace de dévoiler son meurtre si elle ne lui donne pas tout l'argent qu'il souhaite.
Une ellipse narrative de plusieurs années renoue le récit du passé avec la temporalité de l'intrigue. Mais Jean Lacheneur n'a pas oublié le passé et décide de tendre un piège à Blanche de Sairmeuse lorsqu'il découvre qu'elle a empoisonné sa sœur. Il envoie une lettre anonyme à Martial lui conseillant de surveiller les déplacements incessants de son épouse. Le duc de Sairmeuse découvre peu à peu la vérité et décide de suivre sa femme coupable de la mort de Marie-Anne afin de la protéger malgré tout du chantage que lui fait subir Chupin. Le piège créé par Lacheneur se referme alors sur lui mais il se défend vaillamment et promet une importante somme d'argent à la veuve Chupin si elle garde le silence. C'est à ce moment précis que les agents de la Sûreté pénètrent dans le cabaret. Le lecteur revient alors à la première scène du feuilleton.

### Dénouement et révélations finales:Le Premier Succès
Le récit du passé est en réalité le résultat de l'investigation de Lecoq parti pour le village de Sairmeuse afin de reconstituer le cours des événements et de trouver la clé de l'intrigue. Pour autant, il ne souhaite pas inculper le duc de Sairmeuse mais veut seulement lui démontrer qu'il n'est pas resté dupe de sa comédie. 
Il se présente sous les traits d'un gros bonhomme joufflu chez le duc et lui remet une lettre signée du baron d'Escorval lui demandant une importante somme d'argent. Le duc s'empresse de répondre favorablement à son ancien ennemi qui lui a sauvé la vie en gardant sous silence sa véritable identité. Lecoq enlève alors son déguisement de manière théâtrale et se présente triomphant sous les yeux du duc. 
À la fin du roman feuilleton, le duc de Sairmeuse obtient un non-lieu et Lecoq accède au rang qu'il désirait dans la hiérarchie policière.